# Hostišovce
Hostišovce é um município da Eslováquia, situado no distrito de Rimavská Sobota, na região de Banská Bystrica. Tem 10,42 km² de área e sua população em 2018 foi estimada em 244 habitantes.

## Demografia
| Ano:        | 1994 | 2004    | 2014   | 2024    |
| ----------- | ---- | ------- | ------ | ------- |
| Broj ljudi: | 179  | 200     | 253    | 223     |
| Razlika:    |      | +11,73% | +26,5% | -11,85% |

| Ano:               | 2023 | 2024   |
| ------------------ | ---- | ------ |
| Número de pessoas: | 225  | 223    |
| Diferença:         |      | -0,88% |